# Algemene Begraafplaats van Breskens
De Begraafplaats van Breskens is een gemeentelijke begraafplaats in het Nederlandse dorp Breskens (gemeente Sluis) in de provincie Zeeland. De begraafplaats ligt langs de Ringlaan aan de zuidwestelijke rand van het dorp. Ze heeft een onregelmatig grondplan met een oppervlakte van 12.800 m² dat wordt omsloten door een draadafsluiting, een haag en heesters. De toegang bestaat uit een dubbel metalen traliehek met ernaast een enkel hekje. 
Op de begraafplaats ligt een massagraf met 225 burgerslachtoffers uit de Tweede Wereldoorlog. Zij kwamen om tijdens de gevechten die vanaf september 1944 plaatsvonden rond de Westerschelde.

## Oorlogsgraven

### Nederlands oorlogsgraf
- N.A. Oostinga was directeur van het Post- en Telegraafbedrijf en werd op 24 december 1944 als gijzelaar door de Duitse bezetter gefusilleerd. Hij ligt begraven in het noordelijke deel van de begraafplaats.[1]

### Britse militaire graven
Er liggen 4 Britse oorlogsgraven uit de Tweede Wereldoorlog verspreid tussen de burgerlijke graven. Drie van hen waren leden van de Royal Navy, de vierde was een piloot bij de Royal Air Force. Hun graven worden onderhouden door de Commonwealth War Graves Commission en zijn daar geregistreerd als Breskens General Cemetery.